# العلاقات النمساوية الكورية الشمالية
العلاقات النمساوية الكورية الشمالية هي العلاقات الثنائية التي تجمع بين النمسا وكوريا الشمالية.

## مقارنة بين البلدين
هذه مقارنة عامة ومرجعية للدولتين:
| وجه المقارنة                                              | النمسا                                                    | كوريا الشمالية                        |
| --------------------------------------------------------- | --------------------------------------------------------- | ------------------------------------- |
| المساحة (كم2)                                             | 83.86 ألف                                                 | 120.54 ألف                            |
| عدد السكان (نسمة)                                         | 8.81 مليون                                                | 25.49 مليون                           |
| الكثافة السكانية (ن./كم²)                                 | 105.06                                                    | 211.47                                |
| العاصمة                                                   | فيينا                                                     | بيونغيانغ                             |
| اللغة الرسمية                                             | اللغة الألمانية، لغة الإشارة النمساوية ‏                   | لغة كوريا الشمالية القياسية ‏          |
| العملة                                                    | يورو، شلن نمساوي، رايخ مارك، شلن نمساوي                   | وون كوري شمالي                        |
| الناتج المحلي الإجمالي (بليون دولار)                      | 416.60 مليار                                              |                                       |
| الناتج المحلي الإجمالي (تعادل القوة الشرائية) بليون دولار | 426.99 مليار                                              |                                       |
| الناتج المحلي الإجمالي الاسمي للفرد دولار أمريكي          | 43.77 ألف                                                 |                                       |
| الناتج المحلي الإجمالي للفرد دولار أمريكي                 | 47.68 ألف                                                 |                                       |
| مؤشر التنمية البشرية                                      | 0.885                                                     |                                       |
| رمز المكالمات الدولي                                      | +43                                                       | +850                                  |
| رمز الإنترنت                                              | .at                                                       | .kp                                   |
| المنطقة الزمنية                                           | توقيت وسط أوروبا، ت ع م+01:00، ت ع م+02:00، أوروبا/فيينا ‏ | ت ع م+08:30، ت ع م+08:30، ت ع م+09:00 |

## منظمات دولية مشتركة
يشترك البلدان في عضوية مجموعة من المنظمات الدولية، منها:
| علم المنظمة | اسم المنظمة              | تاريخ انضمام النمسا | تاريخ انضمام كوريا الشمالية |
| ----------- | ------------------------ | ------------------- | --------------------------- |
|             | يونسكو                   | 13 أغسطس 1948       | 18 أكتوبر 1974              |
|             | الاتحاد البريدي العالمي  | ?                   | ?                           |
|             | الأمم المتحدة            | 14 ديسمبر 1955      | 17 سبتمبر 1991              |
|             | الاتحاد الدولي للاتصالات | 1866                | ?                           |

## وصلات خارجية
- موقع وزارة الخارجية النمساوية
- موقع وزارة الخارجية الكورية الشمالية